# اسرار مگو
اسرار مگو عنوان کتابی سه جلدی است که به استناد نمایه کتابخانه ملی ایران بدون عنوان نویسنده و بدون ذکر نام ناشر و تاریخ نشر منتشر شده‌است. این کتاب در دهه سی از نخستین کتابهایی بود که به صورت «جلد سفید» یعنی مخفیانه چاپ شد و مجموعه‌ای بود از جوکها و لطیفه‌های جنسی.
پس از انتشار کتاب بود که مشخص شد نویسنده و گردآورنده این کتاب‌ها مهدی سهیلی بوده‌است.
ناشر کتاب محمود نیک پور بود که از سال ۱۳۳۸ به اتهام چاپ و نشر کتب مضره تحت تعقیب قرار گرفت و سرانجام در ۱۷ اردیبهشت ماه ۱۳۵۲ در شعبه دادگاه عالی جنایی تهران که به ریاست رضا امیرکلالی اداره می‌شد، محاکمه گردید.
نماینده دادسرای تهران در این دادگاه که به ریاست رضا امیرکلالی اداره می‌شد، ادعانامه تنظیمی خود را براساس ماده 213مکرر قانون مجازات اسلامی قرائت کرد و از دادگاه برای نیک‌پو به اتهام چاپ و نشر کتب برخلاف عفت و اخلاق عمومی تقاضای کیفر کرد.
برای نظارت بر جریان دادرسی سه نفر از سردبیران و نویسندگان جراید تهران به عنوان هیئت منصفه در دادگاه حضور داشتند. طبق اظهارات متهم «او تنها به چاپ دو فرم ۱۶ صفحه‌ای از کتاب مزبور مبادرت کرده که آن نیز بدون اطلاع وی صورت گرفته و شاگردش به نام علی با سفارش دهنده کتاب به نام غلامحسین جارچی در غیاب وی قراردادی منعقد کرده است.»
در پایان، دادگاه و اعضای هیئت منصفه پس از شور، جرم را ثابت دانسته و متهم را به دو ماه زندان قابل خرید از قرار روزی ۳۰۰ ریال محکوم کردند.
لطیفه‌های این سه جلد را مجموعه‌ای از لطیفه‌های فرنگی ترجمه شده، لطیفه‌های تغییرشکل یافته قدیمی و لطیفه‌های رایج آن روزها تشکیل می‌دهد. تیپهای «اصغری» و «اکبری»، لات و نوچه لاتی که با ادبیات کوچه بازاری رایج در آن روزگار حرف می‌زنند، از شخصیتهای شناخته شده آن روزها بودند که در بسیاری از لطائف کتاب نقش دارند.